# 赫格羅卡斯
赫格罗卡斯(希臘語：Ἡγέλοχος，Hegelochus)是一名马其顿将领。Hippostratos之子，马其顿王腓力二世的妻子克娄巴特拉的侄子。
腓力二世遇刺后，亚历山大登基。稍后，亚历山大清洗了欧律狄刻和她的两个儿子，以及外戚阿塔罗斯，西格罗库斯幸免于难。
在 格拉尼庫斯河戰役，他带领一队前哨騎兵 。 次年，安福忒罗斯被任命为赫勒斯滂的舰队指挥官，赫格罗卡斯受命攻击爱琴海岛屿上的波斯驻军。 他成功的使岛民摆脱了波斯人的控制；前331年当亚历山大在建设亚历山大利亚新城时，获悉了他的成功。同年，在高加米拉戰役，他指挥一支骑兵。
前330年，在菲罗塔斯忏悔内容中，提到赫格罗卡斯死于一次战斗。根据菲罗塔斯的证词，赫格罗卡斯对亚历山大的波斯式王权神化以及跪拜礼（proskynesis）愤愤不平，促使帕曼纽和菲罗塔斯的谋反。